# Mister Gay Europe

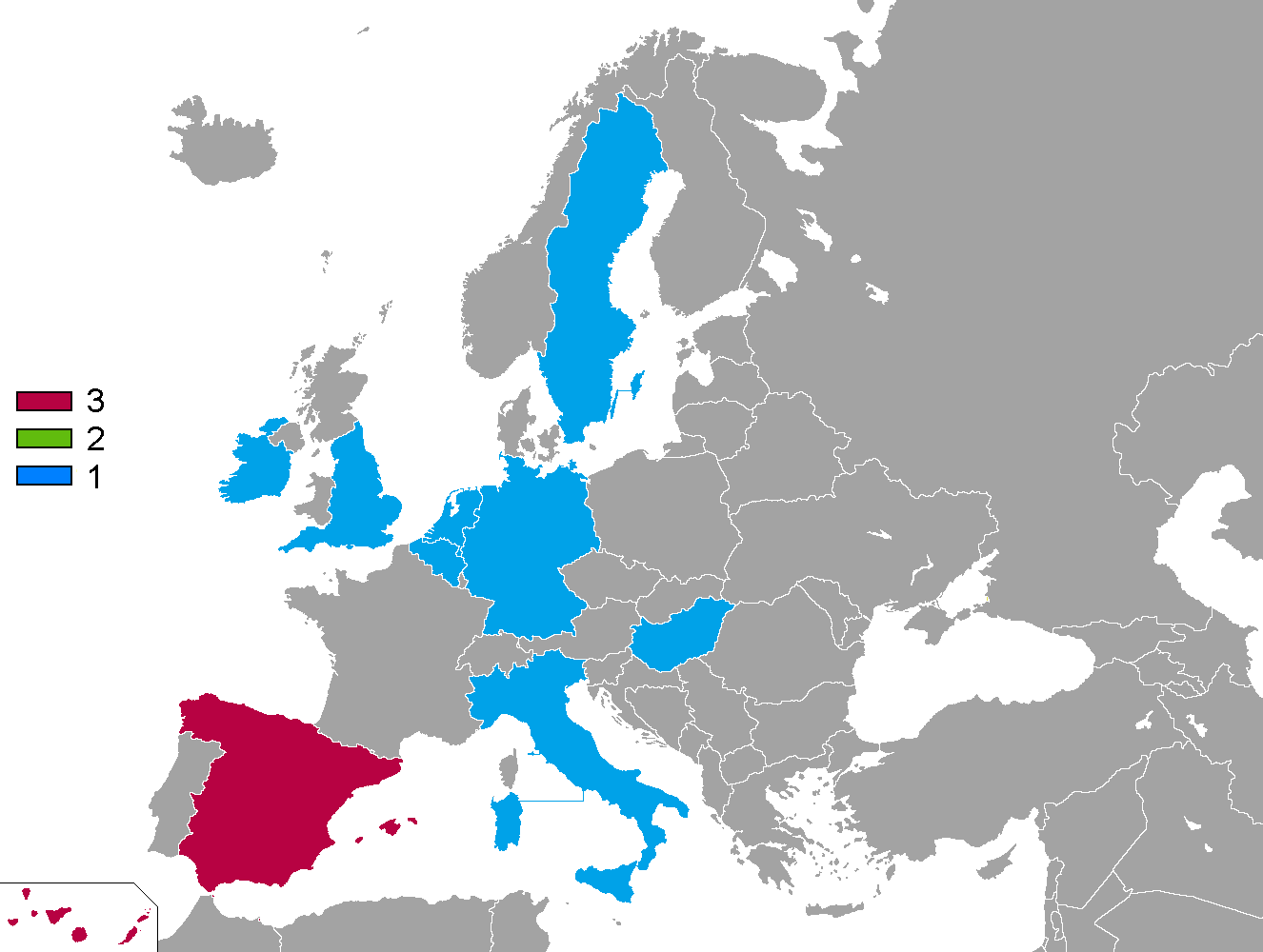
Vainqueurs

Mister Gay Europe est un concours de beauté masculin réservé aux gays européens. Il est fondé en 2005 par son président, Morten Rudå. La première compétition a lieu à Oslo, en Norvège et le premier gagnant est Alexander van Kempen, originaire des Pays-Bas. L'année suivante, Amsterdam est la ville hôte.

## Vainqueurs
| Année | Pays       | Nom                   | Lieu                          |
| ----- | ---------- | --------------------- | ----------------------------- |
| 2005  | Pays-Bas   | Alexander van Kempen  | Oslo, Norvège                 |
| 2006  | Hongrie    | Nándi Gyöngyösi       | Amsterdam, Pays-Bas           |
| 2007  | Allemagne  | Jackson Netto         | Budapest, Hongrie             |
| 2008  | Espagne    | Antonio Pedro Almijez | Budapest, Hongrie             |
| 2009  | Espagne    | Sergio Lara           | Oslo, Norvège                 |
| 2011  | Italie     | Giulio Spatola        | Brașov, Roumanie              |
| 2012  | Espagne    | Miguel Ortiz          | Rome, Italie                  |
| 2013  | Irlande    | Robbie O'Bara         | Prague, République tchèque    |
| 2014  | Suède      | Jack Johansson        | Vienne, Autriche              |
| 2016  | Belgique   | Raf Van Puymbroeck    | Oppdal, Norvège               |
| 2017  | Angleterre | Matt Rood             | Stockholm, Suède              |
| 2018  | Allemagne  | Enrique Doleschy      | Poznań, Pologne               |
| 2019  | Bulgarie   | Alexandre Petrov      | Cologne, Allemagne            |
| 2022  | Angleterre | Paul Dennison         | Château d'Alnwick, Angleterre |
| 2023  | Pays-Bas   | Tim Küsters           | Château d'Alnwick, Angleterre |

## 2017 àStockholm,Suède
| Pays               | Concurrent         | Âge | Taille | Cheveux | Yeux   | Titre     |
| ------------------ | ------------------ | --- | ------ | ------- | ------ | --------- |
| Allemagne          | Niko Wirachman     | 27  | 178 cm | Marron  | Marron |           |
| Angleterre         | Matt Rood          | 37  | 172 cm | Marron  | Bleu   | Vainqueur |
| Belgique           | Jaimie Deblieck    | 18  | 186 cm | Marron  | Marron |           |
| Bulgarie           | Yuksel Yuseinov    | 28  | 173 cm | Marron  | Marron |           |
| Écosse             | Steven Whyte       | 39  | 174 cm | Blond   | Bleu   |           |
| Finlande           | Rami Kiiskinen     | 20  | 178 cm | Noir    | Vert   |           |
| Irlande            | Stephen Lehane     | 24  | 178 cm | Blond   | Bleu   |           |
| Pays de Galles     | Ben Brown          | 28  | 182 cm | Marron  | Bleu   |           |
| Pologne            | Kacper Sobieralski | 26  | 178 cm | Marron  | Bleu   |           |
| Portugal           | Joao De Oliveira   | 27  | 170 cm | Marron  | Marron |           |
| République tchèque | Daniel Fröhlich    | 23  | 183 cm | Marron  | Marron |           |
| Slovaquie          | Jaromir Šufr       | 41  | 180 cm | Noir    | Bleu   |           |

## 2016 àOppdal,Norvège
| Pays           | Concurrent                | Âge | Titre     |
| -------------- | ------------------------- | --- | --------- |
| Belgique       | Raf Van Puymbroeck        | 21  | Vainqueur |
| Bulgarie       | Dimitar Dimitrov          | 33  |           |
| Tchéquie       | Ladislav Agh              | 28  |           |
| Danemark       | Danni Sigen               | 29  |           |
| Angleterre     | Joni Valadares            | 28  |           |
| Irlande        | Konrad Im                 | 27  |           |
| Pologne        | Andrzej Berg              | 27  |           |
| Slovaquie      | Marek Gajdos              | 25  |           |
| Espagne        | Sergio Diaz Rullo Brasero | 26  |           |
| Pays de Galles | Paul Davies               | 32  |           |

## 2014 àVienne,Autriche
| Pays               | Concurrent          | Âge | Taille | Titre         |
| ------------------ | ------------------- | --- | ------ | ------------- |
| Autriche           | Robert Prolic       | 23  | 186    | 1st runner-up |
| Belgique           | David Joest         | 34  | 187    |               |
| Bulgarie           | Georgi Todorov      | 31  | 176    |               |
| Chypre             | Kiriakos Spanos     | 25  | 183    |               |
| République tchèque | Michal              | 29  |        |               |
| Danemark           | Christian-Sebastian | 24  | 175    | 3rd runner-up |
| France             | Olivier Croft       | 31  | 184    |               |
| Allemagne          | Fabrice             | 22  | 184    |               |
| Irlande            | Robbie Lawlor       | 23  | 181    |               |
| Lituanie           | Minde               | 28  | 175    |               |
| Irlande du Nord    | Nick Flanagan       | 22  | 180    | 4th runner-up |
| Pologne            | Conrad Filas        | 26  | 183    |               |
| Suède              | Jack Johansson      | 20  | 179    | Vainqueur     |
| Suisse             | Max Escobar         | 28  | 175    |               |
| Ukraine            | Kazza Aivazovskii   | 29  |        |               |
| Royaume-Uni        | Stuart Hatton Jr    | 29  | 170    | 2nd runner-up |

## 2013 àPrague,Tchéquie
| Pays               | Concurrent                 | Âge | Taille | Titre                                          |
| ------------------ | -------------------------- | --- | ------ | ---------------------------------------------- |
| Allemagne          | Marc Orm                   | 35  | 178    |                                                |
| Autriche           | Patrick Santos             | 24  | 184    | Sports Challenge 2013                          |
| Belgique           | Tom Gorris                 | 34  | 183    |                                                |
| Bulgarie           | Yanislav Pavlov            | 32  | 179    |                                                |
| Danemark           | Michael Sinan              | 35  | 181    | MGE Congeniality 2013                          |
| Espagne            | Edgar Moreno               | 34  | 181    |                                                |
| Finlande           | Aleks Vehkala              | 19  | 182    |                                                |
| France             | Armando Santos             | 26  | 176    | Vote Internet MGE (Choix des internautes) 2013 |
| Irlande            | Robbie Obara               | 26  | 189    | Mr Gay Europe 2013 & Best Interview            |
| Irlande du Nord    | Conor O’Kane               | 20  | 173    | MGE Talent 2013                                |
| Italie             | Alessio Cuvello            | 25  | 175    |                                                |
| Pays-Bas           | Bobby de Vries             | 18  | 184    |                                                |
| Slovaquie          | Jozef Hulina               | 26  | 184    | MGE Photogenic 2013                            |
| Royaume-Uni        | Leroy Williamson           | 28  | 187    | 1st Runner Up & MGE Swimwear 2013              |
| Suède              | Fritiof Teodor Ingelhammar | 20  | 187    | 2nd Runner Up & Written Test 2013              |
| Suisse             | Luis Bonfiglio             | 25  | 175    |                                                |
| République tchèque | Marek Zly                  | 34  | 180    |                                                |

## 2012 àRome,Italie
| Pays               | Candidat                    | Âge | Taille | Cheveux | Yeux   | Ville       | Métier                           | Zodiaque   | Interview | Talent | Écrit | Photo | Sport | Sympathie | Maillot de bain | Vote Internet | Scène | Question finale | Total |
| ------------------ | --------------------------- | --- | ------ | ------- | ------ | ----------- | -------------------------------- | ---------- | --------- | ------ | ----- | ----- | ----- | --------- | --------------- | ------------- | ----- | --------------- | ----- |
| Allemagne          | Chris Janik                 | 35  | 178    | Marron  | Bleu   | Cologne     | Commis de bureau                 | Scorpion   |           |        |       |       |       |           |                 |               |       |                 |       |
| Autriche           | Joachim Trauner             | 29  | 181    | Blond   | Bleu   | Vienne      | Chef de secteur                  | Taureau    | 3         |        | 3     |       |       |           |                 |               |       |                 |       |
| Biélorussie        | Aleksandr Korik             | 24  | 176    | Noir    | Vert   | Minsk       | Manager                          | Balance    |           |        |       |       |       |           |                 | 4             |       |                 |       |
| Bulgarie           | Chavdar Arsov               | 25  | 176    | Noir    | Marron | Sofia       | Coach                            | Sagittaire |           |        |       |       |       |           |                 |               |       |                 |       |
| Chypre             | Kiri Spanos                 | 24  | 184    | Noir    | Marron | Nicosie     | Diplômé                          | Lion       |           | 1      |       |       |       |           |                 | 3             |       |                 |       |
| Danemark           | Jobbe Joller                | 23  | 179    | Marron  | Marron | Aarhus      | Étudiant                         | Scorpion   |           |        |       |       |       |           |                 |               |       |                 |       |
| Espagne            | Miguel Ortiz                | 19  | 183    | Noir    | Marron | Huelva      | Étudiant de la police nationale  | Sagittaire | 5         |        |       | 2     |       |           | 2               | 1             | 3     | 1               | 204   |
| Estonie            | Vadim Firsa                 | 22  | 170    | Marron  | Marron | Tallinn     | Administrateur d'hôtel           | Vierge     |           |        |       |       |       |           |                 |               |       |                 |       |
| Finlande           | Janne Tiilikainen           | 26  | 175    | Blond   | Bleu   | Helsinki    | Étudiant                         | Sagittaire | 1         |        |       | 3     |       |           |                 |               |       | 5               | 170   |
| France             | Remy Frejaville             | 31  | 178    | Noir    | Marron | Montpellier | Commercial                       | Bélier     | 2         | 4      | 2     |       |       |           |                 | 2             |       | 3               | 174   |
| Grèce              | Argyrios Stelios Christakis | 29  | 175    | Noir    | Bleu   | Heraklion   | Coidduer                         | Cancer     |           |        |       | 1     |       | 1         |                 |               | 4     |                 |       |
| Irlande            | Steven Baitson              | 22  | 180    | Marron  | Marron | Dublin      | Modèle / Coiffeur                | Lion       |           |        |       |       |       |           |                 |               |       |                 |       |
| Irlande du Nord    | Daniel Hegarty              | 21  | 191    | Marron  | Bleu   | Derry       | Coiffeur                         | Taureau    |           |        |       |       |       |           |                 |               |       |                 |       |
| Italie             | Nicholas Menna              | 27  | 184    | Marron  | Marron | Rome        | Danceur                          | Gémeaux    |           | 2      | 3     | 5     | 1     |           | 1               |               | 5     | 4               | 181   |
| Malte              | Steve Grech                 | 31  | 178    | Marron  | Bleu   | Birkirkara  | Formateur de détail et personnel | Poissons   | 4         | 4      |       | 3     |       |           | 5               |               | 1     | 2               | 195   |
| Norvège            | Sebastian Okshovd           | 22  | 165    | Noir    | Marron | Beitostølen | Assistant de maternelle          | Vierge     |           |        |       |       |       |           |                 |               |       |                 |       |
| Slovaquie          | Martin Lhota                | 21  | 168    | Roux    | Bleu   | Bratislava  | Agent de bord                    | Bélier     |           |        |       |       |       |           |                 |               |       |                 |       |
| Suède              | Erik da Silva               | 26  | 180    | Marron  | Marron | Stockholm   | Modèle / Technicien laser        | Taureau    |           | 2      |       |       |       |           | 2               |               | 2     |                 |       |
| Suisse             | Stephan Bitterlin           | 43  | 176    | Marron  | Marron | Zurich      | Danceur / Professeur             | Cancer     |           |        | 5     |       |       |           |                 |               |       |                 |       |
| République tchèque | Tomáš Frýda                 | 24  | 178    | Blond   | Bleu   | Prague      | Coach personnel                  | Lion       |           |        | 1     |       |       |           | 4               | 5             |       |                 |       |
| Turquie            | Denis Hamdi                 | 25  | 176    | Noir    | Marron | Istanbul    | Étudiant                         | Scorpion   |           |        |       |       |       |           |                 |               |       |                 |       |

## 2011 àBrașov,Roumanie
| Pays     | Candidat                 | Âge | Taille | Cheveux | Yeux   | Ville           | Métier                              | Zodiaque   | Titre              |
| -------- | ------------------------ | --- | ------ | ------- | ------ | --------------- | ----------------------------------- | ---------- | ------------------ |
| Bulgarie | Stanislav Tanchev        | 36  | ×      | Marron  | Marron | Sofia           | Sportif (athlétisme et triathlon)   | Verseau    |                    |
| France   | Guillaume Barbier        | 27  | 190    | Blond   | Marron | Paris           | Étudiant travailleur social         | Balance    |                    |
| Irlande  | Barry Francis Gouldsbury | 27  | 185    | Blond   | Bleu   | Dublin          | Coiffeur                            | Verseau    |                    |
| Islande  | Simon Cramer Larsen      | 26  | 183    | Marron  | Bleu   | Reykjavik       | Professeur au lycée                 | Bélier     |                    |
| Italie   | Giulio Spatola           | 26  | 175    | Blond   | Vert   | Palerme         | Réalisateur / Directeur d'hôtel     | Cancer     | Mr Gay Europe 2011 |
| Norvège  | Snorre Andreassen        | 36  | ×      | Blond   | Bleu   | Oslo            | Coiffeur                            | Poissons   |                    |
| Roumanie | Nicu Manea               | 32  | 172    | Marron  | Marron | Curtea de Argeș | Spécialiste aux ressources humaines | Verseau    |                    |
| Russie   | Ramin Ismailov           | 20  | 181    | Noir    | Marron | Moscou          | Étudiant en psychologie             | Capricorne |                    |
| Suède    | Christo Willesen         | 25  | 181    | Marron  | Vert   | Gothenburg      | Barman et serveur                   | Capricorne |                    |
| Turquie  | Aleydin Aliev            | 22  | 169    | Noir    | Marron | Ankara          | Danceur de ballet et spectacle      | Poissons   |                    |

## 2010
L'édition 2010 devait se tenir à Genève, en Suisse, mais l'élection fut annulée.

## 2009 àOslo,Norvège
| Pays               | Candidat                 | Âge | Taille | Ville        | Métier                                       | Titre                                           |
| ------------------ | ------------------------ | --- | ------ | ------------ | -------------------------------------------- | ----------------------------------------------- |
| Allemagne          | Dominic Meury            | 23  | 180    | Munich       | Travailleur en industrie                     |                                                 |
| Belgique           | Cédric Fiévet            | 26  | 173    | Bruxelles    | Directeur de production                      | Top 12 Semi-finalist                            |
| Biélorussie        | Andrei Charkas           | 23  | 182    | Minsk        | Vendeur et journaliste                       |                                                 |
| Bulgarie           | Radoslav Iliev           | 22  | 178    | Sofia        | Étudiant                                     |                                                 |
| Danemark           | Mitchel Nebelong-Ibsen   | 20  | 180    | Kastrup      | Travailleur pour stopper le SIDA             |                                                 |
| Espagne            | Sergio Lara              | 26  | 180    | Barcelone    | Diplômé                                      | Mr Gay Europe 2009 & Mr Gay Swimwear 2009       |
| Estonie            | Madis Räästas            | 28  | 180    | Tallinn      | Serveur                                      | Top 12 Semi-finalist & Challenge winner         |
| Irlande            | Jason Masterson          | 23  | 165    | Tallaght     | Assistant de soins aux personnes handicapées | Top 3 Finalist                                  |
| Irlande du Nord    | James Smallman           | 23  | 176    | Derry        | Serveur / Barman et Agent de centre d'appels | Top 12 Semi-finalist                            |
| Islande            | Magnus Jonsson           | 24  | 184    | Reykjanesbær | Intendant et instructeur de mise en forme    | Top 3 Finalist                                  |
| Italie             | Antony Cortinovis        | 24  | 183    | Bergame      | Pianiste                                     | Top 12 Semi-finalist                            |
| Norvège            | Walter Heidkampf         | 49  | 184    | Oslo         | Officier de la santé des séniors             | Top 12 Semi-finalist                            |
| Palestine          | Mukhtar Barakat          | 28  | 178    | Cisjordanie  | Pigiste                                      |                                                 |
| Pays-Bas           | Jeffrey Zevenbergen      | 27  | 190    | Ridderkerk   | Travailleur social                           | Top 12 Semi-finalist & MGE People's Choice 2009 |
| Pologne            | Kamil Szmerdt            | 21  | 175    | Tychy        | Barman                                       |                                                 |
| Portugal           | André Caldeira Rodrigues | 32  | 180    | Lisbonne     | Entrepreneur & exécutif financier            | MGE Congeniality 2009                           |
| Roumanie           | Andy Claudiu Postica     | 22  | 180    | Bucarest     | Coiffeur                                     | Top 12 Semi-finalist                            |
| Russie             | David Baramija           | 24  | 180    | Vladimir     | Paysagiste                                   | Top 12 Semi-finalist & MGE No 1 Talent 2009     |
| Slovaquie          | Roman Vašek              | 21  | 178    | Častá        | Réceptioniste                                |                                                 |
| Slovénie           | Robert Kulovec Mueller   | 29  | 182    | Ljubljana    | Étudiant et propriétaire d'entreprise web    |                                                 |
| Suède              | Mirza Muhic              | 28  | 182    | Stockholm    | Marchand et vendeur                          |                                                 |
| Suisse             | Ricco Müller             | 24  | 174    | Zurich       | Producteur                                   | Top 12 Semi-finalist                            |
| République tchèque | Martin Miko              | 23  | 192    | Častá        | Barman                                       |                                                 |
| Turquie            | Halil Adem Said          | 25  | 178    | Bursa        | Réceptionniste                               |                                                 |

## 2008 àBudapest,Hongrie
| Pays               | Candidat                        | Âge | Taille | Ville            | Métier                                     |
| ------------------ | ------------------------------- | --- | ------ | ---------------- | ------------------------------------------ |
| Autriche           | Michael Fröhle                  | 24  | 177    | Feldkirch        | Ingénieur informatique                     |
| Belgique           | Lionel Grégoire                 | 23  | 180    | Wemmel           | Étudiant                                   |
| Bulgarie           | Deyan Kolev                     | 28  | 176    | Varna            | Étudiant                                   |
| Espagne            | Antonio Pedro Almijez           | 22  | 177    | Madrid           | Sauveteur                                  |
| Grande Canarie     | Dempsey -                       | 26  | 188    | Playa del Inglés | Coiffeur indépendant                       |
| Hongrie            | Péter Gyökeres                  | 21  | 170    | -                | -                                          |
| Islande            | Hreinn Erlingsson               | 22  | 171    | Hafnarfjördur    | Étudiant                                   |
| Irlande            | Barry Meegan                    | 29  | 188    | Dublin           | Consultant                                 |
| Irlande du Nord    | Graeme Williamson               | 25  | 191    | Belfast          | Gardien de zoo                             |
| Italie             | Fabrizio Caiazza                | 33  | 180    | Milan            | Officier de police                         |
| Lituanie           | Vipas Burnickis                 | 20  | 179    | Vilnius          | Artiste                                    |
| Malte              | Steve Grech                     | 27  | 178    | Cospicua         | Coach personnel en santé et forme physique |
| Norvège            | Kai Thomas Ryen Larsen          | 21  | 179    | Oslo             | Artiste                                    |
| Pays-Bas           | Stefan Onland                   | 20  | 186    | Enschede         | Étudiant                                   |
| Pays de Galles     | Matthew Jones                   | 36  | 183    | Caerphilly       | Gestionnaire d'un magasin de santé         |
| Portugal           | Paulo Almeida                   | 33  | 178    | Lisbonne         | Gardien de prison                          |
| Roumanie           | Alex Ocros                      | 22  | 177    | Bucarest         | Gestionnaire de vente                      |
| Royaume-Uni        | Tom Jones                       | 26  | 177    | Gosport          | Lutteur                                    |
| Russie             | Andrey Vernadsky                | 26  | 180    | Moscou           | Rédacteur en chef                          |
| Serbie             | Ivan Maljukanović               | 19  | 180    | Belgrade         | Étudiant                                   |
| Slovaquie          | Robert Pusztai                  | 18  | 181    | Filakovo         | Étudiant                                   |
| Slovénie           | Lev Dermota                     | 26  | 190    | Ljubljana        | Artiste                                    |
| Suède              | Joachim Brattfjord Corneliusson | 21  | 185    | Lilla Edet       | Peintre                                    |
| République tchèque | Jakub Starý                     | 22  | 187    | Prague           | Étudiant                                   |

## 2007 àBudapest,Hongrie
| Pays            | Candidat                  | Âge | Taille | Ville      | Métier                                                 | Titre                                     |
| --------------- | ------------------------- | --- | ------ | ---------- | ------------------------------------------------------ | ----------------------------------------- |
| Allemagne       | Jackson Netto             | 25  | 177    | Stuttgart  | Étudiant                                               | Mr Gay Europe 2007 & Mr Gay Swimwear 2007 |
| Azerbaïdjan     | Sadikh Ragimov            | 19  | 169    | Bakou      | Étudiant                                               |                                           |
| Belgique        | Jens Taghon               | 19  | 178    | Koekelare  | Assistant de ventes                                    |                                           |
| Bulgarie        | Ivo Krustev               | 29  | 181    | Sofia      | Danseur                                                |                                           |
| Danemark        | Mikkel Svarre             | 30  | 177    | Copenhague | Enseignant                                             |                                           |
| Espagne         | José Luís Fuster Genovart | 24  | 180    | Palma      | Commercial                                             |                                           |
| France          | Yori Bailleres            | 23  | 173    | Paris      | DJ                                                     |                                           |
| Grande Canarie  | Leonardo Luíz Murilo      | 19  | 180    | Maspalomas | Personnel de promotion                                 |                                           |
| Hongrie         | Deam Ladányi              | 24  | 173    | Budapest   | Responsable des communications                         |                                           |
| Irlande         | John Rice                 | 23  | 182    | Belfast    | Superviseur de restaurant                              | 2nd Runner Up                             |
| Irlande du Nord | Mikey Robinson            | 21  | 174    | Dublin     | Exécutif de communications                             |                                           |
| Israël          | Shachar Eyal              | 25  | 173    | Haïfa      | Barman                                                 |                                           |
| Italie          | Diego Gerolimi            | 23  | 187    | Bologne    | Étudiant                                               |                                           |
| Laponie         | Thor-Kjetil Sundbakk      | 29  | 165    | Kirkenes   | Infirmier                                              |                                           |
| Macédoine       | Kiko -                    | 21  | 178    | Skopje     | Chimiste                                               |                                           |
| Moldavie        | Eugeniu -                 | 24  | 180    | Chişinău   | Concepteur de vêtements et correspondant de télévision |                                           |
| Norvège         | Marius Svela              | 20  | 186    | Randaberg  | Soldat                                                 | MGE No 1 Talent 2007                      |
| Pays-Bas        | Stefan Onland             | 19  | 185    | Enschede   | Travailleur social                                     | MGE People's Choice 2007                  |
| Pologne         | Przemysław Rogacki        | 22  | 182    | Legnica    | Chef                                                   |                                           |
| Portugal        | José Marques              | 23  | 170    | Porto      | Expert en télécommunications                           |                                           |
| Roumanie        | Emanuel -                 | 25  | 175    | Bucarest   | Étudiant                                               |                                           |
| Royaume-Uni     | Mark Carter               | 24  | 181    | Bradford   | Officier de police                                     | 1st Runner Up                             |
| Slovénie        | Lev Dermota               | 24  | 190    | Ljubljana  | Étudiant                                               | MGE Congeniality 2007                     |

## 2006 àAmsterdam,Pays-Bas
| Pays           | Candidat              | Âge | Taille | Ville       | Métier                    |
| -------------- | --------------------- | --- | ------ | ----------- | ------------------------- |
| Autriche       | Aaron Michael Jackson | 33  | 186    | Vienne      | Chercheur                 |
| Belgique       | Bart Hesters          | 20  | 182    | Lochristi   | Étudiant infirmier        |
| Bulgarie       | Vassil Nikolov        | 20  | 185    | Plovdiv     | Étudiant                  |
| Danemark       | Mikkel Svarre         | 29  | 177    | Copenhague  | Enseignant                |
| France         | Jules                 | 24  | 175    | Paris       | Étudiant                  |
| Grande Canarie | Edgar González        | 26  | 178    | Las Palmas  | Gardien de zoo            |
| Hongrie        | Nándi Gyöngyösi       | 29  | 178    | Miskolc     | Concepteur d'ordinateur   |
| Irlande        | Keith Kearney         | 25  | 175    | Dublin      | Charpentier professionnel |
| Italie         | Salvatore Carfora     | 22  | 182    | Milan       | Gestionnaire de détail    |
| Laponie        | Tobias Johansson      | 26  | 179    | Piteå       | Ingénieur de sécurité     |
| Lituanie       | Liūtas Balčiūnas      | 21  | 185    | Kaunas      | Barman                    |
| Macédoine      | Ivica M.              | 21  | 185    | Skopje      | Activiste LGBT            |
| Norvège        | Olav Hanto            | 31  | 173    | Porsgrunn   | Acteur indépendant        |
| Pays-Bas       | Joep Mesman           | 24  | 181    | Eindhoven   | Assistant de conférence   |
| Pays de Galles | Matthew Jones         | 34  | 187    | Cardiff     | Directeur commercial      |
| Russie         | Nikita Kutuzoff       | 24  | 180    | Moscou      | Directeur commercial      |
| Suède          | Henrik Lindholm       | 19  | 197    | Helsingborg | Étudiant                  |

## 2005 àOslo,Norvège
| Pays      | Candidat              | Âge | Taille | Métier                  | Titre                                      |
| --------- | --------------------- | --- | ------ | ----------------------- | ------------------------------------------ |
| Allemagne | Suat Bahçeci          | 19  | 174    | Étudiant                |                                            |
| Autriche  | Aaron Michael Jackson | 32  | 186    | Chercheur économique    | Mr Gay Swimwear 2005                       |
| Bulgarie  | Ivan Penev            | 23  | 179    | Étudiant                |                                            |
| Danemark  | Hugues Maxime Germany | 37  | 185    | Chef                    |                                            |
| Estonie   | Urmas Külama          | 25  | 184    | Directeur de restaurant |                                            |
| Hongrie   | Kyan Smith            | 21  | 187    | Commercial              | MGE People's Choice 2005                   |
| Italie    | Alessandro Tamburrino | 22  | 187    | Étudiant                |                                            |
| Laponie   | Erik Berg             | 21  | 173    | Commercial              |                                            |
| Lettonie  | Normunds Beinerts     | 22  | 184    | Comptable               |                                            |
| Norvège   | David Thorkildsen     | 20  | 181    | Commercial              |                                            |
| Pays-Bas  | Alexander van Kempen  | 20  | 181    | Étudiant                | Mr Gay Europe 2005 & MGE Congeniality 2005 |
| Suède     | Jörgen Tenor          | 20  | 184    | Technicien sur scène    |                                            |
| Suisse    | Sven Müller           | 26  | 178    | Employé de bureau       |                                            |